# Mratinje
Mratinje este un sat din comuna Plužine, Muntenegru. Conform datelor de la recensământul din 2003, localitatea are 162 de locuitori (la recensământul din 1991 erau 240 de locuitori).

## Demografie
În satul Mratinje locuiesc 139 de persoane adulte, iar vârsta medie a populației este de 44,9 de ani (40,6 la bărbați și 49,7 la femei). În localitate sunt 54 de gospodării, iar numărul mediu de membri în gospodărie este de 3,00.
Populația localității este foarte eterogenă.
|  |

| Demografie | Demografie | Demografie |
| An         | Locuitori  | Locuitori  |
| ---------- | ---------- | ---------- |
|            |            |            |
|            |            |            |
|            |            |            |
|            |            |            |
| 1948       | 317        |            |
| 1953       | 322        |            |
| 1961       | 392        |            |
| 1971       | 1370       |            |
| 1981       | 527        |            |
| 1991       | 240        | 240        |
| 2003       | 162        | 162        |

| \| Componența etnică conform recensământului din 2003[2] \| Componența etnică conform recensământului din 2003[2] \| Componența etnică conform recensământului din 2003[2] \| Componența etnică conform recensământului din 2003[2] \| Componența etnică conform recensământului din 2003[2] \| \| ----------------------------------------------------- \| ----------------------------------------------------- \| ----------------------------------------------------- \| ----------------------------------------------------- \| ----------------------------------------------------- \| \| \| \| \| \| \| \| Muntenegreni \| Muntenegreni \| \| 86 \| 53,08% \| \| Sârbi \| Sârbi \| \| 73 \| 45,06% \| \| necunoscută \| necunoscută \| \| 0 \| 0% \| |              |  |    |        |
| Componența etnică conform recensământului din 2003 |              |  |    |        |
| |              |  |    |        |
| Muntenegreni | Muntenegreni |  | 86 | 53,08% |
| Sârbi | Sârbi        |  | 73 | 45,06% |
| necunoscută | necunoscută  |  | 0  | 0%     |